# Принципы военного искусства

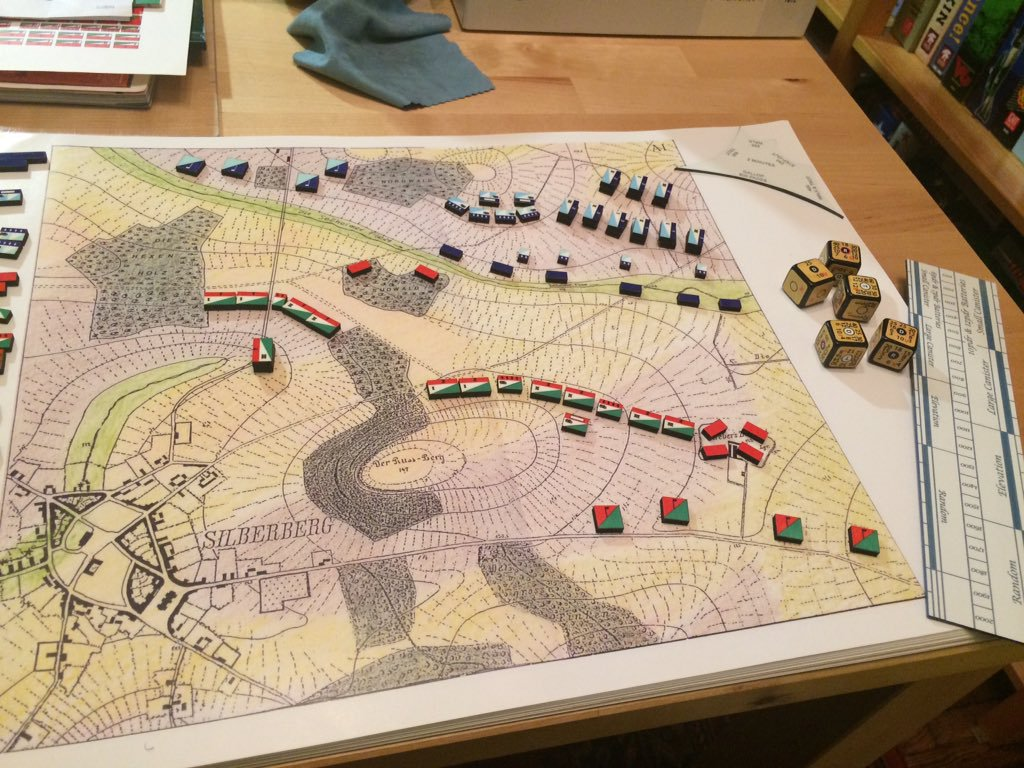
Реконструкция прусской военной военной игры (Kriegsspiel), основанной на правилах, разработанных Георгом Генрихом Рудольфом Иоганном фон Рейсвицем в 1824 году.

Принципы военного искусства — это правила и руководящие принципы военного искусства, выработанные военными теоретиками разных времен и стран. Не существует общепринятых принципов военного искусства. Они связаны с военной доктриной тех или иных вооруженных сил. Доктрина, в свою очередь, предлагает, но не диктует стратегию и тактику.
Самые ранние известные принципы войны были задокументированы Сунь Цзы, примерно в 500 г. до н.э., а также Чанакья в его Артхашастре примерно 350 г. до н.э. Макиавелли опубликовал свои «Общие правила» в 1521 году, которые были основаны на Regulae bellorum generales Вегетия (Epit. 3.26.1–33). Анри де Роган написал свои «Руководства» по ведению войны в 1644 году. Маркиз де Сильва представил свои «Принципы» для войны в 1778 году. Генри Ллойд предложил свою версию «Правил» для войны в 1781 году, а также свои «Аксиомы» для войны в 1781 году. Затем в 1805 году Генрих Жомини опубликовал свои «Максимы» версии 1, «Дидактическое резюме» и «Максимы» версии 2. Карл фон Клаузевиц написал свою версию в 1812 году, опираясь на работу более ранних авторов.

## Исторические принципы
Артхашастра
Артхашастра — это древний индийский санскритский санскрит о государственном искусстве и военной стратегии, среди прочего.
Библейский
Второзаконие описывает, как должно было действовать войско древних евреев, в том числе бороться с грабежом и порабощением вражеских женщин и детей; был установлен запрет на уничтожение плодоносящих деревьев.
Сунь-цзы
Искусство войны Сунь-цзы, написаное примерно 400 г. до н.э., перечислило пять основных факторов, которые должен учитывать командир:
- Моральный закон, или дисциплина и единство командования;
- Небо, или факторы погоды;
- Земля, или местность;
- Командира;
- Метод и дисциплину, которые включали логистику и снабжение.

Тем не менее, Сунь Цзы подразумевал индивидуальную инициативу как принцип ведения войны, заявив: «В зависимости от того, как складываются обстоятельства, следует изменять свои планы».
Наполеон I Бонапарт
С момента первого появления на английском языке военных максим Наполеона Бонапарта в 1831 году все английские переводы опирались на крайне неполное французское издание генерала Пьер Риель де Бёрнонвиля опубликованное в 1827 году. Наполеон был ярым последователем известных военных генералов прошлого, которые сильно повлияли на его мысли. Тем не менее, «Армии сегодняшнего дня основываются на организации, созданной Наполеоном для его Великой армии, и она используется с тех пор». (Уайдер, абзац 12). С середины XIX века, благодаря влиянию прусской армии, эти Максимумы стали ориентиром для многих военных организаций, направляя мышление военных командиров и политических лидеров на концепции и методы успешного ведения войн и мелких военных операций. Хотя изначально Максимумы касались стратегии, большой стратегии и тактики, из-за изменяющегося характера войны и военных технологий, с межвоенного периода эти принципы в значительной степени стали применяться к стратегическому принятию решений и, в некоторых случаях, к оперативной мобильности войск.
Жомини
Генрих Жомини в своей книге Précis de l'Art de la Guerre, опубликованной в 1838 году, также разработал теории ведения войны, основанные на концепциях и методах, применявшихся во время Наполеоновских войн.

## Национальные принципы войны
Существуют вариации, и различия являются незначительными, но семантическими, или отражают культурные предпочтения в отношении конкретного подхода. Более пристальное исследование ценностей и культуры происхождения выявляет её приоритеты в войне.
Великобритания
Вооружённые силы Великобритании (Королевский флот, Британская армия и Королевские военно-воздушные силы) используют десять принципов ведения войны, которые преподаются всем офицерам.
Принципы ведения войны британской армии были впервые опубликованы после Первой мировой войны, основываясь на трудах британского генерала и военного теоретика Джона Ф. Ч. Фуллера. Определение каждого из принципов уточнялось на протяжении последующих десятилетий и было адаптировано для использования всеми родами войск Великобритании. Десятый принцип, добавленный позднее, изначально назывался «Администрирование». Первый принцип неизменно считается основополагающим, а второй обычно выделяется как более важный, чем остальные, которые не имеют установленного порядка значимости.
Согласно изданию 2011 года Британской военной доктрины (British Defence Doctrine, BDD), принципы ведения войны включают следующие положения:
«Принципы ведения войны направляют командиров и их штабы в планировании и проведении военных операций. Они являются устойчивыми, но не неизменными, абсолютными или предписывающими, предоставляя соответствующую основу для всех военных действий. Относительная важность каждого принципа может варьироваться в зависимости от контекста; их применение требует суждения, здравого смысла и интеллектуальной интерпретации. Командирам также необходимо учитывать законность своих действий, основываясь на юридической, моральной, политической, дипломатической и этической обоснованности военных действий».
Приведённые ниже принципы издания 2011 года остаются неизменными с 2008 года:
- Выбор и сохранение цели (Selection and Maintenance of the Aim): Единая и недвусмысленная цель является ключом к успешным военным операциям. Этот принцип считается главным среди всех.
- Сохранение боевого духа (Maintenance of Moral): Боевой дух — это положительное состояние ума, основанное на вдохновляющем политическом и военном лидерстве, общем чувстве цели и ценностей, благополучии, осознании своей значимости и групповой сплочённости.
- Наступательные действия (Offensive Action): Наступление — это практический способ, с помощью которого командир стремится получить преимущество, поддерживать импульс и захватывать инициативу.
- Обеспечение безопасности (Security): Безопасность — это создание и поддержание операционной среды, предоставляющей необходимую свободу действий там и тогда, где это требуется для достижения целей.
- Эффект неожиданности (Surprise): Неожиданность достигается благодаря шоку и замешательству, вызванным преднамеренным или случайным введением элемента неожиданности.
- Концентрация сил (Concentration of Force): Концентрация сил включает решительное, синхронизированное применение превосходной боевой мощи (концептуальной, физической и моральной) для достижения желаемых эффектов в нужное время и в нужном месте.
- Экономия усилий (Economy of Effort): Экономия усилий — это рациональное использование людских ресурсов, материальных средств и времени для достижения целей.
- Гибкость (Flexibility): Способность быстро адаптироваться к новым обстоятельствам включает в себя ловкость, отзывчивость, устойчивость, остроту ума и адаптивность.
- Сотрудничество (Cooperation): Сотрудничество предполагает командную работу и разделение опасностей, бремени, рисков и возможностей на всех уровнях ведения войны.
- Обеспечение устойчивости (Sustainability): Устойчивость подразумевает создание средств, с помощью которых поддерживается боевая мощь и свобода действий войск.

Эти принципы также широко используются вооружёнными силами стран Содружества, таких как Австралия.